# Mirko Celestino
Mirko Celestino (ur. 19 marca 1974 w miejscowości Albenga) – włoski kolarz górski i szosowy, dwukrotny medalista mistrzostw świata i wicemistrz Europy w maratonie MTB.

## Kariera
Pierwszy sukces w karierze Mirko Celestino osiągnął w 1995 roku, kiedy zdobył złoty medal w kategorii do lat 23 na szosowych mistrzostwach Europy. W 1998 roku wygrał Giro dell’Emilia, w 1999 roku Giro di Lombardia, w 2001 roku Tre Valli Varesine, a dwa lata później był najlepszy w Settimana Internazionale di Coppi e Bartali i wyścigu Mediolan-Turyn. Startował także w Tour de France i Giro d’Italia, ale nie osiągał sukcesów. Nigdy nie zdobył medalu na szosowych mistrzostwach świata, ale za to dwukrotnie stawał na podium mistrzostw świata w maratonie MTB. W 2010 roku był drugi na mistrzostwach w Sankt Wendel, przegrywając tylko z Albanem Lakatą z Austrii. Na rozgrywanych rok później mistrzostwach w Stattegg był trzeci za Szwajcarem Christophem Sauserem oraz Czechem Jaroslavem Kulhavým. Ponadto w 2010 roku został także wicemistrzem Europy w maratonie MTB. Nigdy nie startował na igrzyskach olimpijskich.